# Stanley Anderson
Stanley Anderson (Billings, 1939. október 23. – Santa Rosa, 2018. június 24.) amerikai színész.

## Filmjográfia

### Film
| Év   | Magyar cím                            | Eredeti cím                           | Szerep                          | Magyar hang         |
| ---- | ------------------------------------- | ------------------------------------- | ------------------------------- | ------------------- |
| 1986 |                                       | The Imagemaker                        | Tony LaCorte (hangja)           |                     |
| 1991 | Mondom vagy mondod                    | He Said, She Said                     | Mr. Weller                      |                     |
| 1991 | Megcsalatva                           | Deceived                              | Kinsella nyomozó                | Orosz István        |
| 1993 | Robotzsaru 3.                         | RoboCop 3                             | Zack                            | Kardos Gábor        |
| 1993 | A Pelikán ügyirat                     | The Pelican Brief                     | Edwin Sneller                   | Imre István         |
| 1995 | Pajzs a résen, avagy a tökéletlen erő | Canadian Bacon                        | Edwin S. Simon, NBS bemondó     | Szabó Ottó          |
| 1996 | Minden gyanú felett                   | City Hall                             | vasutas                         |                     |
| 1996 | Legbelső félelem                      | Primal Fear                           | Richard Rushman érsek           | Kardos Gábor        |
| 1996 | Legbelső félelem                      | Primal Fear                           | Richard Rushman érsek           | Cs. Németh Lajos    |
| 1996 | A szikla                              | The Rock                              | elnök (stáblistán nem szerepel) | Breyer László       |
| 1997 | Árnyék-összeesküvés                   | Shadow Conspiracy                     | Toyanbee főállamügyész          | Juhász Tóth Frigyes |
| 1998 | Armageddon                            | Armageddon                            | elnök                           | Uri István          |
| 1999 | A szomszéd                            | Arlington Road                        | Dr. Archer Scobee               | Versényi László     |
| 2000 | Szerelmem szelleme                    | Waking the Dead                       | Fielding apja                   | Makay Sándor        |
| 2000 | A kölyök                              | The Kid                               | Bob Riley                       | Kárpáti Tibor       |
| 2000 | Túszharc                              | Proof of Life                         | Jerry                           | Kránitz Lajos       |
| 2000 | Túszharc                              | Proof of Life                         | Jerry                           | Kardos Gábor        |
| 2002 | 40 nap és 40 éjszaka                  | 40 Days and 40 Nights                 | Maher atya                      |                     |
| 2002 | Pókember                              | Spider-Man                            | Slocum tábornok                 | Perlaki István      |
| 2002 | Simone – Sztárcsináló 1.0             | S1m0ne                                | Frank Brand                     | Gruber Hugó         |
| 2002 | A vörös sárkány                       | Red Dragon                            | Jimmy Price                     |                     |
| 2003 | Doktor szöszi 2.                      | Legally Blonde 2: Red, White & Blonde | Michael Blaine                  | Makay Sándor        |
| 2003 | Az ítélet eladó                       | Runaway Jury                          | Garland Jankle                  | Gruber Hugó         |
| 2004 |                                       | Time Well Spent (rövidfilm)           | idős férfi                      |                     |
| 2004 | Az utolsó jelenet                     | The Last Shot                         | Howard Schatz (Ben Cartwright)  | Rudas István        |

### Televízió
| Év        | Magyar cím          | Eredeti cím             | Szerep                                       | Megjegyzések                                             |
| --------- | ------------------- | ----------------------- | -------------------------------------------- | -------------------------------------------------------- |
| 1991      |                     | Son of the Morning Star | Ulysses S. Grant                             | minisorozat (2 epizód)                                   |
| 1991–1993 |                     | L.A. Law                | Dr. Donald Carlson                           | 2 epizód                                                 |
| 1991–2003 | Esküdt ellenségek   | Law & Order             | Jerry Manley / Nelson Lambert                | 2 epizód                                                 |
| 1992      | A titok             | The Secret              | Pete (Voter)                                 | tévéfilm                                                 |
| 1993      |                     | Dead Before Dawn        | Ike                                          | tévéfilm                                                 |
| 1994      | Gyilkos barátság    | Murder Between Friends) | ismeretlen szerep                            | tévéfilm                                                 |
| 1994      | Visszatérés         | Reunion                 | ismeretlen szerep                            | tévéfilm                                                 |
| 1994–2005 | New York rendőrei   | NYPD Blue               | John Goldman professzor / Robert Heilbrenner | 2 epizód                                                 |
| 1995      |                     | The Wright Verdicts     | Dr. Fleming                                  | 1 epizód                                                 |
| 1995–2004 |                     | The Drew Carey Show     | Drew apja / George Carey                     | 10 epizód                                                |
| 1996–1997 |                     | Dangerous Minds         | Bud Bartkus                                  | 17 epizód                                                |
| 1997      | Ragyogás            | The Shining             | Delbert Grady                                | - minisorozat (1 epizód) - magyar hangja: - Pathó István |
| 1997      |                     | Michael Hayes           | Rudolpho                                     | 1 epizód                                                 |
| 1997      | Alvilági játszma    | Players                 | Henry Chalmers                               | 2 epizód                                                 |
| 1997–2004 | Ügyvédek            | The Practice            | Dr. Robert Gale / Dr. Thomas Bellamy         | 3 epizód                                                 |
| 1998      | A rettegés tava     | The Lake                | Steve Ivers                                  | tévéfilm                                                 |
| 1998      | Seinfeld            | Seinfeld                | Arthur Vandelay bíró                         | 1 epizód                                                 |
| 1998      |                     | Nothing Sacred          | ismeretlen szerep                            | 1 epizód                                                 |
| 1999      | Chicago Hope kórház | Chicago Hope            | Dr. Windsor                                  | 1 epizód                                                 |
| 1999      | Divatalnokok        | Just Shoot Me!          | lelkész                                      | 1 epizód                                                 |
| 1999      | Amynek ítélve       | Judging Amy             | Thomas Carr                                  | 1 epizód                                                 |
| 2000      | X-akták             | The X Files             | Schoniger ügynök                             | 1 epizód (Lezárás)                                       |
| 2000      | A média áldozata    | An American Daughter    | Alan Hughes szenátor                         | tévéfilm                                                 |
| 2000      | A tegnap gyermekei  | Yesterday's Children    | Dr. Christopher Garrison                     | - tévéfilm - magyar hangja: - Áron László                |
| 2001      | Ally McBeal         | Ally McBeal             | Walter McDonald bíró                         | 1 epizód                                                 |
| 2001      | Bostoni halottkémek | Crossing Jordan         | Pat Donnelly                                 | 1 epizód                                                 |
| 2001      | Roswell             | Roswell                 | James Valenti Sr.                            | 1 epizód                                                 |
| 2002–2003 |                     | American Dreams         | Ryan atya                                    | 2 epizód                                                 |